# Unica Zürn
Unica Zürn (Berlín, 6 de juliol de 1916 - París, 1970) fou una escriptora i pintora alemanya famosa per la seva poesia anagramàtica.
Va començar la seva carrera com a guionista per a la companyia cinematogràfica alemanya UFA. Després de la guerra, sobreviu venent els seus relats i novel·les per lliuraments a periòdics alemanys i suïssos. Companya des de 1953 del pintor i escultor Hans Bellmer, fascinat pel fetitxe eròtic, va ser admirada per grans artistes del surrealisme com Henri Michaux, André Breton, Man Ray, Hans Arp, Marcel Duchamp o Max Ernst.
A partir de 1957, va haver d'ingressar diverses vegades en centres psiquiàtrics per superar les seves crisis d'esquizofrènia, especialment després de ser fotografiada nua i encadenada per Bellmer per a la portada del número 4 de Surréalisme même. Els seus problemes mentals van anar augmentant durant els anys següents, fins que, el 1970, va acabar per suïcidar-se llançant-se al buit des de la seva casa a París.
La fama de Unica es deu sobretot a les seves dues novel·les pòstumes L'home gessamí (Der Mann in Jasmin) i Primavera fosca (Dunkler Frühling), en les quals relata les seves freqüents estades a l'hospital psiquiàtric. També va escriure diversos relats breus, recopilats en El trapezi de la destinació i altres contes.

## Obra
- Hexentexte, Berlín 1954
- Dunkler Frühling, Hamburgo 1969
- Der Mann im Jasmin, Frankfurt/M. [u.a.] 1977
- Im Staub dieses Lebens, Berlín 1980
- Das Weiße mit dem roten Punkt, Berlín 1981
- Das Haus der Krankheiten, Berlín 1986
- Gesamtausgabe, Berlín
  - Bd. 1. Anagramme, 1988
  - Bd. 2. Prosa 1, 1989
  - Bd. 3. Prosa 2, 1991
  - Bd. 4,1. Prosa 3, 1991
  - Bd. 4,2. Prosa 4, 1998
  - Bd. 4,3. Anmerkungen, Briefe, Dokumente, 1999
  - Bd. 5. Aufzeichnungen, 1989
  - Bd. 6. Briefe, Dokumente, Hörfunk, 2001
- Les jeux à deux, Berlín 1989
- Orakel und Spektakel, Berlín 1990
- Lettres au docteur Ferdière, París 1994 (con Hans Bellmer)